# Graissac
Graissac é uma ex-comuna francesa na região administrativa de Occitânia, no departamento de Aveyron. Estendeu-se por uma área de 22,42 km². Em 2010 a comuna tinha 207 habitantes (densidade: 9,2 hab./km²).
Em 1 de janeiro de 2016 foi fundida com as comunas de Sainte-Geneviève-sur-Argence, Alpuech, Lacalm, La Terrisse e Vitrac-en-Viadène para a criação da nova comuna de Argences-en-Aubrac.